# Антоніо де ла Торре Мартін
Антоніо де ла Торре Мартін (ісп. Antonio de la Torre Martín нар. 18 січня 1968, Малага) — іспанський актор і журналіст. Володар найбільшої кількості премій «Гойя».

## Біографія
Антоніо де ла Торре отримав журналістську освіту, але завжди знав, що хоче присвятити себе акторській професії. Працював на радіо Canal Sur Radio, а також вів щотижневий випуск новин спорту на телевізійному каналі Canal Sur Televisión. Одночасно кожні вихідні проводив у Мадриді, відвідуючи різні акторські курси в школі Крістіни Роти.
Дебют Антоніо де ла Торре в кіно відбувся в 1994 році у фільмі Еміліо Мартінеса Ласаро «Найгірші роки нашого життя». На телебаченні актора чекав успіх в міні-серіалі «Відважний священик». Де ла Торре багато зайнятий в короткометражному кіно, де актор починав у режисера Даніеля Санчеса Аревало. Згодом цей режисер запросив Антоніо де ла Торре знятися в одній з головних ролей в своєму першому повнометражному фільмі «Темно синій майже чорний». Ця роль принесла акторові в 2007 році премію «Гойя» за найкращу чоловічу роль другого плану.
Антоніо де ла Торре також багато знімався у режисера Алекса де ла Іглесії: в «Дні звіра» в 1995 році, в «Померти від сміху» в 1999 році, в «Комуналці» в 2000 році. У 2010 році Антоніо де ла Торре отримав свою першу головну роль у фільмі «Сумна балада для труби», за яку отримав номінацію на премію «Гойя».
У 2009 році Антоніо де ла Торре знявся в другому фільмі Санчеса Аревало — комедії «Товстуни». Акторові довелося поправитися для ролі Енріке в цьому фільмі на 33 кілограми, але ця робота принесла йому другу номінацію на премію «Гойя».
У наступні роки Антоніо де ла Торре знявся в декількох фільмах, серед яких «Острів всередині» (2009), «Лопе де Вега: Розпусник і спокусник» (біопік Лопе де Веги, 2010) і «Кузени» (знову у Санчеса Аревало, 2011).
За роль у фільмі 2018 року «Королівство» він отримав премію «Гойя» в категорії за найкращу чоловічу роль.